# Bombardier Aerospace

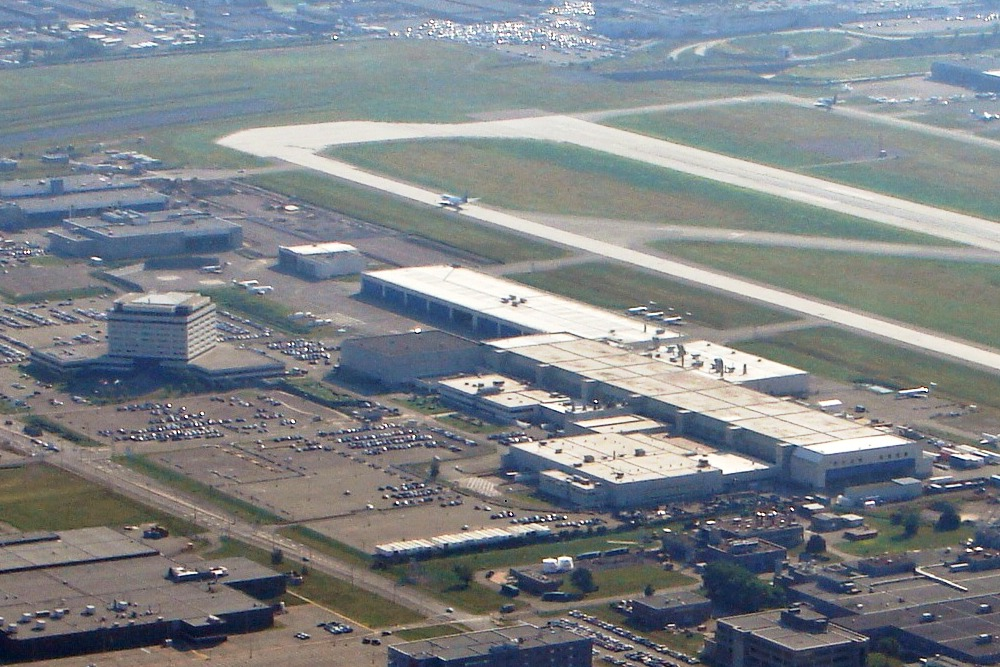
Fabrik von Bombardier Aerospace beim Montréal-Pierre Elliott Trudeau Flughafen

Der Flugzeughersteller Bombardier Aerospace ist eine Abteilung der kanadischen Bombardier Inc. und ein Hersteller von Geschäftsreiseflugzeugen und ehemals auch Regionaljets. Neben der Herstellung von Flugzeugen bietet Bombardier Aerospace auch Flugzeugcharter, Wartung von Flugzeugen und die Ausbildung von Piloten für den Geschäftsreiseverkehr sowie für militärische Kunden an. Bombardier verfügt über Werke in Kanada, USA, Nordirland (UK) und Mexiko. Des Weiteren verfügt das Unternehmen über ein weltweites Technik- und Unterstützungsnetzwerk.
Bombardier Aerospace war in den 2010er-Jahren nach Boeing und Airbus der drittgrößte Flugzeughersteller weltweit. Die Entwicklung seiner CSeries führte zu einem hohen Schuldenberg, in dessen Folge Bombardier zwischen 2018 und 2020 die Linienflugzeug-Sparten CSeries, De Havilland DHC-8/QSeries und CRJ verkaufte. Somit verbleibt dem Konzern nurmehr die Geschäftsreiseflugzeug-Sparte mit der Bombardier-Global-Familie und den Challenger-Jets. Im Oktober 2020 wurde die Führungsstruktur des Unternehmens gestrafft, in dem der bisherige Chef der Businessjet-Sparte das Unternehmen verließ.

## Geschichte

### Entstehung
Der Bereich Aerospace von Bombardier entstand Ende der 1980er Jahre als Folge eines raschen Aufkaufs von vielen entweder bereits insolventen oder kurz vor der Insolvenz stehenden Unternehmen, sodass Bombardier die bereits vorhandenen Modelle weiterbauen konnte, ohne selbst vorher Flugzeuge gefertigt zu haben. 1986 wurde so Canadair erworben, 1989 folgte Short Brothers aus Irland, 1990 Learjet und 1992 schließlich de Havilland Canada. Das Produktportfolio ergab sich aus den bereits zu dieser Zeit gefertigten Mustern, lediglich die Global-Baureihe und die CSeries kamen als Neuentwicklung Mitte der 2000er Jahre dazu; die bestehenden Muster wurden allerdings entsprechend dem jeweiligen Stand der Technik weiterentwickelt.

### Ehemalige De Havilland Canada-Luftfahrzeugmuster
Im Jahr 2006 verkaufte Bombardier die Musterzulassungen und alle Rechte an den ehemaligen De-Havilland-Canada-Luftfahrzeugmustern DHC-1 Chipmunk, DHC-2 Beaver, DHC-2T Turbo Beaver, DHC-3 Otter, DHC-4 Caribou, DHC-5 Buffalo, DHC-6 Twin Otter und DHC-7 an Viking Air in Sidney, British Columbia.

### Amphibienflugzeuge
Nach 70 Jahren gab Bombardier die Produktion von Amphibienflugzeugen auf und verkaufte im Juni 2016 die Produktion der Canadair CL-415, die Ende 2015 eingestellt worden war, sowie die Rechte am Vorgängermodell Canadair CL-215 an die Viking Air.

### Entwicklung der CSeries/Airbus A220
Im Jahr 1998 entschloss sich Bombardier, als Konkurrenz zu Airbus und Boeing im Bereich der Passagierflugzeuge für ca. 100 bis 130 Passagiere aufzutreten, wofür ab 2004 die CSeries entwickelt wurde. Aufgrund von Problemen u. a. mit einem neuentwickelten Getriebefan-Triebwerk und weiteren Verzögerungen erwirtschaftete die Aerospace-Sparte allerdings zwischen 2011 und 2014 einen Verlust von etwa 2,5 Milliarden US-Dollar. In Folge wurden ab Juli 2014 über 1800 Arbeitsplätze gestrichen. Gespräche mit Airbus über die Weiterentwicklung des Musters sind auch in diesem Zusammenhang zu sehen, wurden jedoch ohne Ergebnis abgebrochen, Gründe dafür wollte kein Unternehmen nennen. Danach wurde die CSeries in das Tochterunternehmen C Series Aircraft Limited Partnership, seit 2019 Airbus Canada Limited Partnership ausgelagert, an dem sich die Provinz Québec mit einer Milliarde US-Dollar beteiligte. Bombardier hielt mit 50,5 Prozent die Mehrheit.
Im Oktober 2017 wurde bekannt, dass Airbus 50,01 % der Anteile an CSALP übernehmen werde, die restlichen Anteile würden von Bombardier (31 %) und dem Pensionsfonds der kanadischen Provinz Quebec (19 %) gehalten.
Handelsstreit mit der US-Regierung
Der Konkurrent Boeing in den USA beschwerte sich im April 2017 wegen angeblicher Dumpingpreise und verbotener staatlicher Förderung für Bombardier in Bezug auf einen Großauftrag bei der US-Fluggesellschaft Delta Air Lines, woraufhin das US-Handelsministerium hohe Zölle gegen Bombardier versprach. Donald Trump hatte sich mit diesem protektionistischen Akt groß in Szene gesetzt, sein Versprechen lautete: Um Boeing zu stärken, werde er Bombardier mit Strafzöllen in Höhe von fast 300 % bestrafen.
In diesem Handelsstreit mit Kanada wies Ende Januar 2018 die zuständige Schiedsstelle, die „US International Trade Commission“, ITC, Boeings Vorwurf zurück. Die Lieferung von Flugzeugen der Baureihe „CSeries“ schade der US-Industrie nicht, stellte die bei gewerblichen Rechtskonflikten allein befugte Schiedsstelle fest. Diese Entscheidung entzog Strafzöllen jegliche rechtliche Grundlage. Dies überraschende ITC-Votum fiel mit vier zu null Stimmen, was eine sehr deutliche Niederlage für Boeing, Trump und sein Handelsministerium bedeutete. Bombardier feierte diese Entscheidung in einem Statement als „Sieg für Innovation, Wettbewerb und Rechtmäßigkeit“. Die Aktien der Firma schossen in Toronto um rund 15 Prozent nach oben. Die genaue Begründung der ITC sollte erst einige Tage nach der Bekanntgabe folgen.

### Die Bestellungen und -auslieferungen der NetJets Aviation
Im März 2011 gab Bombardier die bisher größte Bestellung in der Geschichte des Unternehmens bekannt: das US-Unternehmen NetJets Aviation Inc. hat eine Bestellung von insgesamt 120 Flugzeugen aufgegeben. Netjets gab eine feste Bestellung von 30 Bombardier Global 5000 Vision und Global Express XRS Vision auf. Die Auslieferungen der Maschinen dieses Typs sollen im vierten Quartal 2012 beginnen. Von den neuen Modellen Global 7000 und Global 8000 wurden 20 Stück fest bestellt. Die Auslieferung der neuen Flugzeugmodelle ist für das Jahr 2017 vorgesehen. Für weitere 70 Flugzeuge von Bombardier liegen Kaufoptionen vor. Die 50 fest bestellten Maschinen haben einen Wert von 2,8 Milliarden Dollar. Insgesamt plant NetJets eine Investition von 6,7 Milliarden Dollar.

### Verkauf der Bombardier DHC-8
Bombardier Aerospace kaufte 1992 von Boeing für rund 600 Mio. Dollar die defizitäre de Havilland Canada DHC-8, eine Familie von zweimotorigen Turboprop-Regionalflugzeugen. Der Kauf wurde von der öffentlichen Hand in der Höhe von 500 Mio. Dollar subventioniert. Im November 2018 wurden die Rechte wiederum für rund 300 Mio. Dollar an Viking Air veräußert, an die sie schon zuvor die Rechte der älteren de Havilland Canada Modelle DHC-1 bis DHC-7 verkauft hatten.

### Verkauf des CRJ-Programms
Am 5. Juni 2019 gab Bombardier bekannt, dass man in Verhandlungen mit Mitsubishi Heavy Industries stehen würde, um das CRJ-Programm, das seit längerem defizitär war, zu verkaufen. Nachdem bereits die CSeries und das DHC-8-Programm nicht mehr von Bombardier gefertigt werden, verbliebe dem Konzern damit nurmehr die Geschäftsreiseflugzeug-Sparte mit der Bombardier-Global-Familie und den Challenger-Jets. Ende Juni 2019 wurde der Verkauf für einen Preis von 550 Millionen US-Dollar bei 200 Millionen US-Dollar an Verbindlichkeiten bestätigt und gleichzeitig bekannt, dass die defizitäre Fertigung der CRJs von Mitsubishi nicht fortgeführt wird, die japanische Firma übernehme lediglich „Wartung, Support, Neuausstattung, Marketing und Vertrieb“.

### Verkauf der Beteiligung des Airbus A220
Anfang 2020 gab Bombardier schließlich seine restlichen Anteile von Airbus Canada ab. Airbus hält nun 75 % und Québec 25 % der Anteile.

### Einstellung Learjet
Am 11. Februar 2021 wurde bekannt, dass Bombardier die Produktion der Learjets im vierten Quartal 2021 beenden und das gesamte Programm einstellen würde.

## Angebotene Luftfahrzeuge

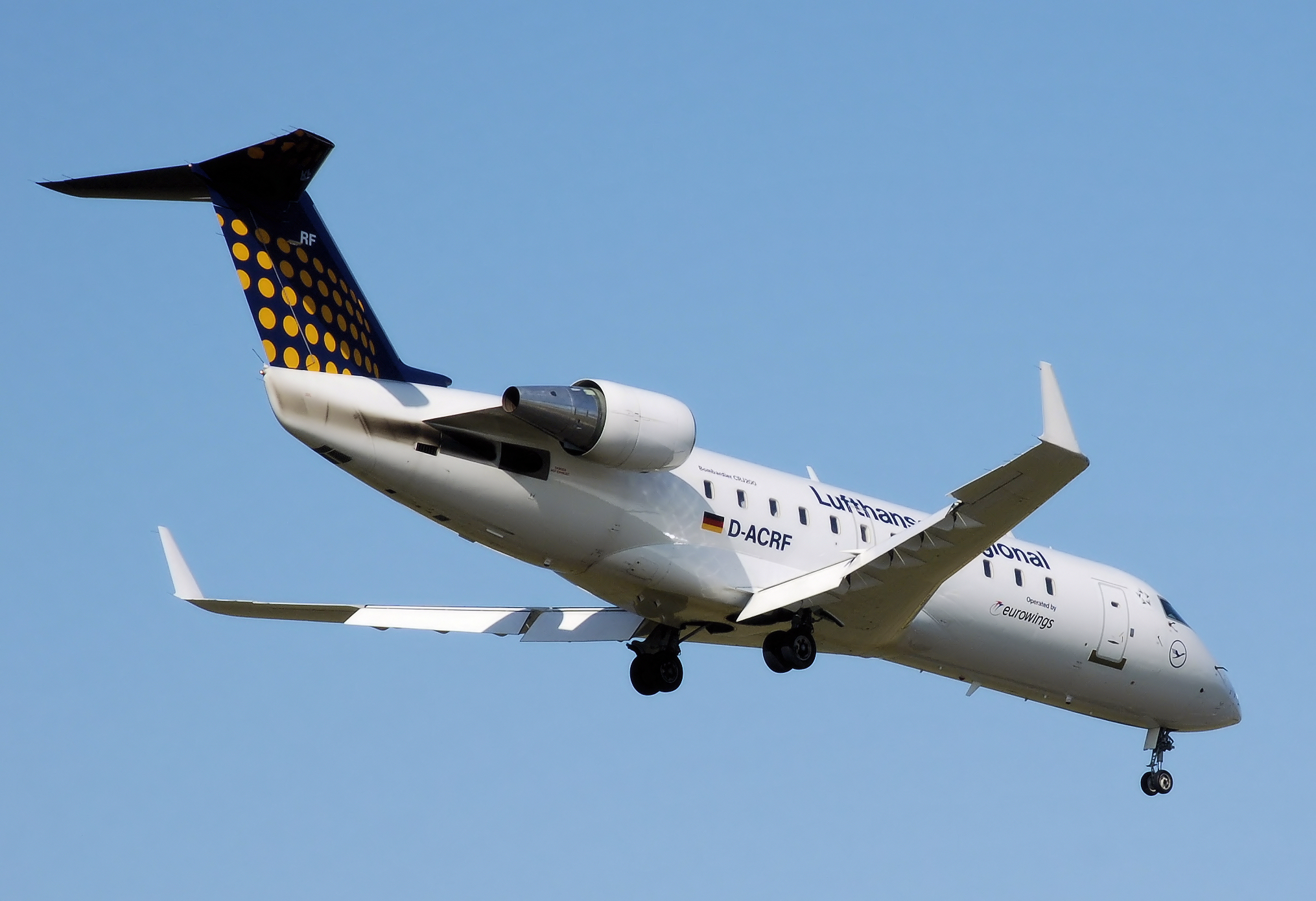
CRJ200 der Lufthansa Regional

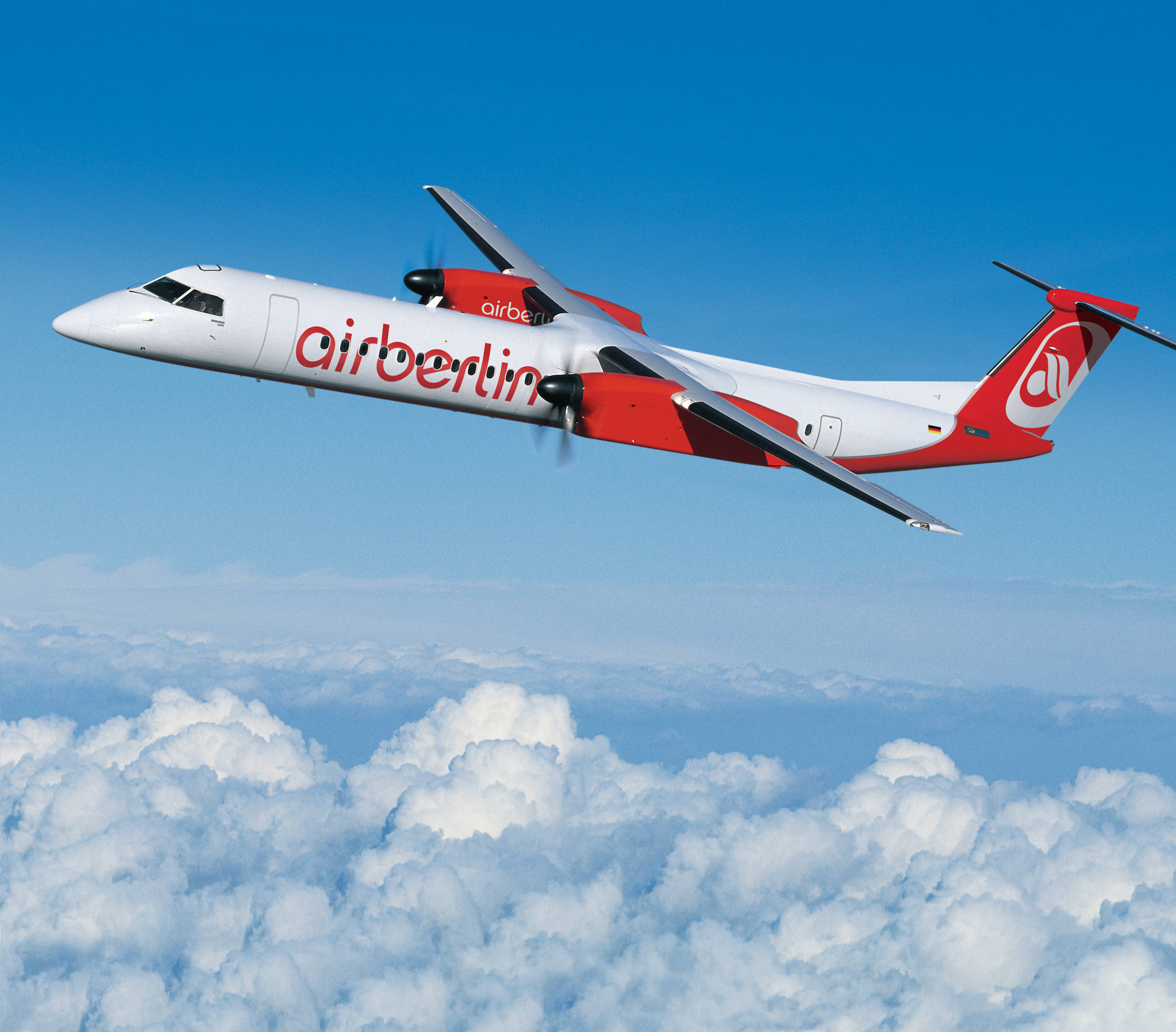
Bombardier DHC-8-400 der Air Berlin

### Geschäftsreisejets
- Challenger: Challenger 3500, Challenger 650
- Global: Global 5500/6500/7500/8000

## Standorte
- Flughafen Montréal-Trudeau – Hauptsitz. Challenger 300, 605 und 850 Endfertigung und Flugtests. Global family-Innenausstattung.
- Flughafen Montreal-Mirabel – CRJ700/CRJ900/CRJ1000 und CSeries Endfertigung und Flugtests.
- Saint-Laurent (Montreal) – Produktentwicklungszentrum. Herstellung von u. a. Cockpitkomponenten.
- Wichita (Kansas) – Endfertigung des Learjet Flugtests.
- Flughafen Toronto/Downsview – Bombardier DHC-8- und Global-family-Endfertigung und Flugtests (Standort wurde 2024 geschlossen).
- Flughafen Toronto-Pearson – 2023 wurde die Fertigung der Global-Modelle in einer neugebauten Fabrik gestartet[24]
- Flughafen North Bay – Bombardier CL-415 Endfertigung und Flugtests.
- Santiago de Querétaro, Mexiko – Herstellung von Flugzeugkomponenten für Learjet 85, Challenger 605, CRJ700/CRJ900/CRJ1000 NextGen, DHC-8/Q400 NextGen and Global 6000/7000.
- Belfast, Vereinigtes Königreich – Flugzeugkomponentenwerk
- Casablanca, Marokko – Flugkontrolle für CRJ-Maschinen